# Kohei Sato
Kohei Sato (佐藤耕平 Sato Kohei?) (Kōtō, 21 de septiembre de 1977) es un artista marcial mixta y luchador profesional japonés. Sato es principalmente conocido por su carrera en Pro Wrestling ZERO1, empresa de la que es uno de los miembros más importantes.

## Carrera
Durante toda su vida, Sato tuvo un amplio contacto con las artes marciales: comenzó a entrenar en judo y lucha amateur en la escuela secundaria, compitió en torneos nacionales de ambas disciplinas en 1998 y se unió a la promoción de artes marciales mixtas Shooto un año después. Allí, Sato tuvo dos combates victoriosos, antes de abandonar el deporte a favor de la lucha libre profesional, teniendo una breve andadura en la empresa JPWA de Yoshiaki Fujiwara antes de contactar con Pro Wrestling ZERO-ONE.

### Pro Wrestling ZERO-ONE / Pro Wrestling ZERO1-MAX / Pro Wrestling ZERO1 (2001-presente)
A mediados de 2001, Sato debutó en Pro Wrestling ZERO-ONE. Inusualmente temprano para un luchador principiante, Sato recibió un significativo push y tuvo un papel en el Fire Festival 2001, llegando a derrotar a Samoa Joe y George Takano antes de ser eliminado por Shinjiro Otani en la final.

## En lucha
- Movimientos finales
  - Pole Star[1][2] (Modified scoop brainbuster)
  - Vertical suplex piledriver[3] - 2009
  - Deadlift bridging German suplex[1][2]
  - Cross armbar[1][2]

- Movimientos de firma
  - Dropkick
  - Harai goshi[2]
  - Knee strike
  - Legsweep
  - Múltiples stiff roundhouse kicks a las piernas del oponente
  - Running punt kick a la cabeza de un oponente sentado
  - Savate kick
  - Scoop slam
  - Sitout belly to back piledriver[2]
  - Sitout suplex slam[1][2]
  - Sleeper hold[4]
  - Spinning heel kick
  - Triangle choke
  - Ura nage[1][2]
  - Varios tipos de suplex:
    - Bridging belly to back[4]
    - Bridging double chickenwing[2]
    - Bridging full Nelson
    - Bridging northern lights
    - Exploder[4]
    - German[4]
    - Gutwrench

- Apodos
  - "Tokyo Tower"[1]

## Campeonatos y logros
- All Japan Pro Wrestling

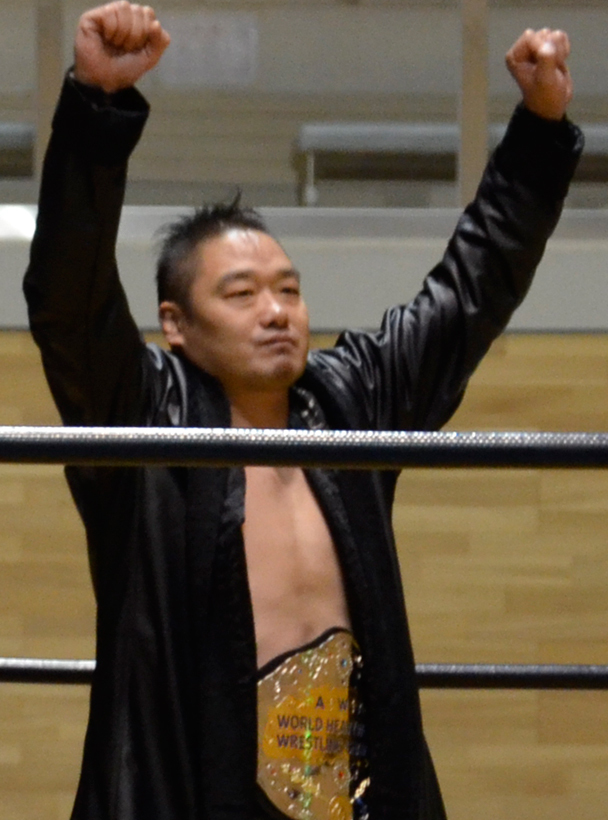
Sato como Campeón Mundial Peso Pesado de Zero1.

  - AJPW All Asia Tag Team Championship (1 vez) - con Hirotaka Yokoi.
  - World Tag Team Championship (1 vez) – con Shuji Ishikawa
  - All Asia Tag Team Title League (2003) – con Hirotaka Yokoi[5]
- Big Japan Pro Wrestling
  - BJW World Strong Heavyweight Championship (1 vez)[6]
  - BJW Tag Team Championship (3 veces) – con Daisuke Sekimoto (1), & Shuji Ishikawa (2)
  - Yokohama Shopping Street 6-Man Tag Team Championship (1 vez) – con Daisuke Sekimoto & Hideyoshi Kamitani

- Pro Wrestling ZERO-ONE / Pro Wrestling ZERO1-MAX / Pro Wrestling ZERO1
  - ZERO1 World Heavyweight Championship (6 veces)
  - ZERO1-MAX United States Openweight Championship (1 vez)
  - NWA United National Heavyweight Championship (1 vez)
  - NWA Intercontinental Tag Team Championship (7 veces) - con Ryoji Sai (2), Yoshihiro Takayama (1) y KAMIKAZE (2), Daisuke Sekimoto (1) y Hideki Suzuki (1)
  - WEW World Tag Team Championship (1 vez) - con KAMIKAZE
  - Fire Festival (2004)
  - Furinkazan (2010) - con KAMIKAZE
  - Passion Cup Tag Tournament (2008) - con Ryoji Sai

- Pro Wrestling Illustrated
  - Situado en el N°222 en los PWI 500 de 2006[7]
  - Situado en el Nº229 en los PWI 500 de 2010[8]

## Récord en artes marciales mixtas
| Resultado | Récord | Oponente        | Método             | Evento             | Fecha               | Ronda | Tiempo | Localización | Notas |
| --------- | ------ | --------------- | ------------------ | ------------------ | ------------------- | ----- | ------ | ------------ | ----- |
| Victoria  | 2-0    | Katsuhisa Fujii | TKO (puñetazos)    | Shooto - Renaxis 2 | 16 de julio de 1999 | 1     | 4:05   | Tokio, Japón |       |
| Victoria  | 1-0    | Anthony Netzler | Decisión (unánime) | Shooto - Renaxis 1 | 28 de marzo de 1999 | 2     | 5:00   | Tokio, Japón |       |